# Cyrkuł kołomyjski
Cyrkuł kołomyjski (niem. Kolomeer Kreis) – jednostka administracyjna Cesarstwa Austrii w Królestwie Galicji i Lodomerii w latach 1811–1850 i 1854–1865, na ziemiach polskich zagarniętych przez Austrię podczas I rozbioru.

## Historia
Cyrkuł kołomyjski z siedzibą w Kołomyi utworzono 18 kwietnia 1811 z południowo-wchodniej części cyrkułu stanisławowskiego (z miastami Delatyn, Jabłonów, Kamionka Wielka, Kołomyja, Kosów, Kuty, Peczeniżyn i Pistyń). W skład nowego cyrkułu kołomyjskiego wszedł także przyłączony rok wcześniej do cyrkułu stanisławowskiego fragment zniesionego cyrkułu zaleszczyckiego (ze Śniatynem, Gwoźdźcem, Kułaczkowcmi, Zabłotowem, Horodenką i Michalczem), po odpadnięciu jego zasadniczej części do Imperium Rosyjskiego na mocy traktatu z Schönbrunn.
Początkowo cyrkuł kołomyjski miał inne granice niż w swojej późniejszej, utrwalonej formie. Nie obejmował północnych terytoriów w dolinie Dniestru (z m.in. Chocimierzem, Obertynem i Czernelicą), natomiast granica z cyrkułem stanisławowskim w regionie Karpat była przesunięta bardziej na zachód, przez co cyrkuł kołomyjski obejmował m.in. Delatyn, Dorę i Mikuliczyn. Po zmianach administracyjnych będących skutkiem kongresu wiedeńskiego z 6 czerwca 1815, w wyniku którego Rosja zwróciła Austrii terytorium Kraju Tarnopolskiego, doszło do zamiany w.w. terytoriów, przez co dolina Dniestru przeszła z cyrkułu stanisławowskiego do cyrkułu kołomyjskiego, a karpacka wypukłość przeszła z cyrkułu kołomyjskiego do cyrkułu stanisławowskiego.

### Zniesienie cyrkułów w 1850 roku
Po wydarzeniach rewolucyjnych w latach 1848–1849, które wstrząsnęły Cesarstwem Austriackim, w 1850 roku przeprowadzono istotną reformę administracyjną mającą na celu usprawnienie zarządzania na obszarze Galicji i Lodomerii. W jej ramach cyrkuł czerniowiecki, dotychczas będący częścią Galicji, został wyodrębniony jako osobny kraj koronny. Pozostałe 19 cyrkułów zostało zniesionych i zastąpionych przez trzy okręgi rządowe: Kraków, Lwów i Stanisławów, które podzielono na 63 powiaty (niem. Bezirkshauptmannschaften). Powiaty z kolei były tworzone na podstawie nowych okręgów sądowych, od dwóch do czterech na powiat. Oznaczało to zarazem zniesienie cyrkułu kołomyjskiego, którego obszar podzielono między trzy Bezirkshauptmannschaften w składzie okręgu rządowego Stanisławów:
- Horodenka – z okręgów sądowych: Horodenka, Gwoździec, Obertyn i Śniatyn,
- Kołomyja – z okręgów sądowych: Kołomyja (Kolomea), Zabłotów, Peczeniżyn i Jabłonów,
- Kuty – z okręgów sądowych: Kuty i Kossów.

### Reaktywacja cyrkułów (1854–1865)
Cyrkuł kołomyjski reaktywowano na mocy rozporządzenia z 24 kwietnia 1854, który przywrócił podział na cyrkuły w granicach sprzed reformy 1849, a które ugrupowano w dwa obszary administracyjne (niem. Verwaltungsgebiete) – Kraków i Lwów. Cyrkuł kołomyjski wszedł w skład obszaru lwowskiego.
Równocześnie, w ramach reformy uwłaszczeniowej z okresu Wiosny Ludów (1848–1849), która likwidowała jurysdykcję właściciela ziemskiego nad poddanymi, dominium galicjskie – jako podstawowa jednostka administracyjna i filar systemu feudalnego straciło rację bytu. Konieczne stało się zatem wprowadzenie nowego systemu administracyjnego, którego zręby powstały w latach 1851–1855. Utworzono wtedy 179 małych powiatów (niem. Bezirke) i ponad 6000 gmin (niem. Gemeinde). Cyrkuł kołomyjski podzielono na dziewięć małych Bezirków, podzielonych na 243 gminy:
| Bezirk     | Powierzchnia | Powierzchnia | Ludność | Ludność | Liczba gmin |
| Bezirk     | Mil²         | Km²          | Ogółem  | Os./km² | Liczba gmin |
| ---------- | ------------ | ------------ | ------- | ------- | ----------- |
| Gwoździec  | 4,8          | 276,25       | 20.920  | 75,74   | 28          |
| Horodenka  | 7,7          | 442,48       | 33.107  | 74,84   | 28          |
| Kołomyja   | 5,8          | 333,59       | 31.154  | 93,41   | 26          |
| Kosów      | 19,2         | 1104,96      | 33.677  | 30,47   | 23          |
| Kuty       | 14,1         | 811,76       | 22.201  | 27,35   | 22          |
| Obertyn    | 6,4          | 368,32       | 27.574  | 74,86   | 28          |
| Peczeniżyn | 8,7          | 500,39       | 32.842  | 65,62   | 28          |
| Śniatyn    | 5,1          | 293,51       | 29.927  | 101,93  | 24          |
| Zabłotów   | 3,6          | 207,18       | 22.140  | 106,87  | 16          |
| RAZEM      | 75,4         | 4337,44      | 253.542 | 58,46   | 243         |
| ŚREDNIA    | 8,38         | 481,94       | 28.171  | 74,63   | 27          |

Cyrkuł kołomyjski przetrwał do 1865 roku. Po nadaniu Galicji autonomii oraz powołaniu samorządu gminnego i powiatowego w 1865 zlikwidowano cyrkuły (Kreise), a dotychczasowe małe powiaty (Bezirke) w liczbie 179, zostały w ramach kolejnej reformy administracyjnej (23 stycznia 1867) zastąpiono przez 74 większych powiatów.